# Pârâul Mic, Covasna
Pârâul Mic este un curs de apă, afluent al râului Valea Mare. 